# Vorgeschichte Portugals
Die Vorgeschichte Portugals ähnelt bis zum Beginn der Frühgeschichte Portugals der Geschichte der anderen Regionen der Iberischen Halbinsel.

## Paläolithikum
Die Anwesenheit von Angehörigen der Gattung Homo ist in Portugal seit dem Homo erectus belegt. 2014 fand sich in der Gruta da Aroeira in Zentralportugal, zusammen mit Faustkeilen, der 400.000 Jahre alte Schädel eines Menschen, der Kennzeichen eines frühen Neandertalers aufweist, aber auch auf andere, archaischere Menschenformen (Homo heidelbergensis) verweist. Bei Ausgrabungen in „Ribeira da Atalaia“ am Oberlauf des Tejo fanden Forscher Spuren von Gebrauchsgegenständen, deren Alter mit radiografischen Methoden auf 300.000 Jahre geschätzt wird. Die Funde von Ribeira da Atalaia deuten ebenfalls auf einen Homo heidelbergensis hin. Vom Neandertaler gibt es u. a. Spuren auf einem Lagerplatz bei Vilas Ruivas. Umstritten ist die Zuordnung des 25.000 Jahre alten „Kindes von Lagar Velho“, dem sowohl anatomische Merkmale des anatomisch modernen Menschen (Homo sapiens) als auch des Neandertalers zugeschrieben wurden. Als Homo sapiens bereits in das Gebiet eingewandert war, lebten hier noch die letzten Neandertaler.
Wichtige paläolithische Fundstätten des Solutréen sind die Caldeirão-Höhle, Casal do Cepo (Torres Novas), Lapa do Anecrial (Porto de Mós), Vale Comprido (Rio Maior), Vale Almoinha (Torres Vedras) und der Felsüberhang von Vale Boi (Vila do Bispo). Das anschließende Magdalénien datiert in Portugal auf die Zeit zwischen 18.000 und 8000 v. Chr. Nur zwölf Fundstätten boten (Stand: 2021) verlässliche Datierungsmöglichkeiten, darunter Lapa do Picareiro, Cabeço de Porto Marinho (Rio Maior) und Lapa do Suão (Bombarral).
Aus einer Höhle (Lapa do Picareiro) unweit der Atlantikküste in Zentralportugal stammt der früheste Hinweis auf eine Besiedelung des westlichsten Europas durch anatomisch moderne Menschen. Entdeckt wurden Steinwerkzeuge, die auf ein Alter von 41.100 bis 38.100 Jahren (cal BP) datiert wurden. Am Tejo gelang ferner der Nachweis einer 24.000 Jahre alten Feuerstelle. Eines der ältesten kulturellen Zeugnisse für die Besiedlung Portugals durch den anatomisch modernen Menschen stellen die zahlreichen Felszeichnungen von Foz Côa und Siega Verde dar, die auf ein Alter zwischen 22.000 bis 8.000 Jahren vor heute datiert wurden.

## Epipaläolithikum und Mesolithikum (ab 10.000 v. Chr.)
Muschelhaufen, international Køkkenmøddinger (port. Concheiros; engl. Shell middens) genannt, bezeugen die Anwesenheit des modernen Menschen. Aus dem späten Mesolithikum sind aus den Mündungsgebieten der Flüsse Tajo und Sado eine Reihe von angehäuften Muschelschalenhaufen bekannt. Die Ernährung der Küstenbewohner beruhte vor allem auf marinen Ressourcen.

## Neolithikum (ab 5500 v. Chr.)
Die ersten neolithischen Siedlungen liegen auf dem Kalksteinplateau der Estremadura. Aus der Gruta do Caldeirão (Höhle) bei Tomar stammen Bestattungen des Frühneolithikums. Die Keramik gehört in das späte Cardial und datiert zwischen 5300 und 5100 v. Chr. Die gefundenen Tierknochen weisen auf Schafe und Ziegen, also auf Tierhaltung mit aus der Levante eingeführten Arten, hin. Im Folgenden Epi-Cardial (ab 5000 v. Chr.) wird das Binnenland besiedelt. Viele Forscher nehmen an, dass die erste neolithische Besiedlung über See erfolgte und Gebiete aufgesucht wurden, die nicht dicht besiedelt waren. Im Alentejo liegen die ältesten megalithischen Strukturen in der Nähe mesolithischer Fundplätze. Eine Überdeckung zweier Menhire durch ein Ganggrab wird als Beleg dafür angeführt, dass die Menhire in eine frühe Phase des Neolithikums zu datieren sind.

## Glockenbecherkultur (2700–1800 v. Chr.)
Die Kupfermetallurgie ist die nachhaltige Vorstufe zur iberischen Bronzezeit. Mit der Glockenbecherkultur begann die ältere Bronzezeit. Das Grab von Quinta da Água Branca und der Hortfund von Alcácer sind Ausnahmen. Plätze und Siedlungen die mit der älteren Bronzezeit zu verbinden, aber noch unerforscht sind, sind das Castelo Velho de Freixo de Numão, Columbreira, Vila Nova de São Pedro und Zambujal. Die mittlere, besonders im Norden deutlich werdende Phase wird auch „Atlantische Bronzezeit“ genannt und zeigt deutliche Verbindungen zum übrigen Westeuropa. Im Süden ist mediterran-orientalischer Einfluss spürbar, der mit Tartessos zu verbinden ist. Im mittelportugiesischen Baiões ist die Kontaktzone der beiden Strömungen.

## Bronzezeit (2000–800 v. Chr.)
Ab 2000 v. Chr. erblüht die Kultur der Iberer, ein Volk, das vom 6. bis zum 1. Jahrhundert v. Chr. die Iberische Halbinsel zwischen Andalusien und dem Languedoc besiedelte und kulturelle und wirtschaftliche Beziehungen zu den anderen Hochkulturen des Mittelmeerraums – den Phöniziern, Puniern und Griechen – pflegte. Für die jüngere Bronzezeit sind Grabfelder, wie das wabenartige von Atalaia prägend, wo Menhire, hier „pedras empinadas“ genannt, und waagerecht gelegte Platten häufig sind. Im Süden werden skulptierte Stelen als Deckenplatten von Steinkisten verwandt.

## Eisenzeit
Die Kultur der Iberer, die in die jüngere Eisenzeit fällt, wies hochentwickelte Stadtstaaten auf. Die Phönizier (ab Ende 9. Jahrhundert v. Chr.) gründeten in Portugal Kolonien. Um das Jahr 600 v. Chr. kam es zu einer Invasion der Kelten, die in vielfältige Wechselbeziehungen mit den Iberern traten (Keltiberer). Die Ursprünge der Lusitaner, die in alten Quellen neben den Kelten als zweites Volk genannt werden und im Lateinischen für das Land namensgebend werden sollten, sind nicht klar. Es wird aber angenommen, dass es sich um einen Stamm handelte, der vielleicht ursprünglich seine Heimat im Schweizer Alpenraum hatte und von dort mit den anderen Stämmen vielleicht im Zuge der keltischen Einwanderung ebenfalls auf die Iberische Halbinsel einwanderte.

### Überblickswerke
- Carlos Fiolhais, José Eduardo Franco, José Pedro Paiva (Hrsg.): The Global History of Portugal. From Pre-History to the Modern World, Liverpool University Press, 2021 (S. 10–14 zum Paläolithikum, S. 14–29: Neolithikum bis Metallzeitalter).

### Paläolithikum
- Jonathan A. Haws, Caroline L. Funk, Michael M. Benedetti, Nuno F. Bicho, J. Michael Daniels, Thomas A. Minckley, Rhawn F. Denniston, Marjeta Jeraj, Juan F. Gibaja und Bryan S. Hockett u. a.: Paleolithic Landscapes and Seascapes of the West Coast of Portugal. In: Nuno Bicho, Jonathan A. Haws, Loren G. Davis (Hrsg.): Trekking the Shore: Changing Coastlines and the Antiquity of Coastal Settlement. Springer, 2011, S. 202–246.

### Neolithikum
- Pablo Arias: The origins of the Neolithic along the Atlantic coast of continental Europe: a survey. Journal of World Prehistory 13, 1999, S. 403–464. (online, PDF)
- Manuel Calado: Standing stones and natural outcrops. The role of ritual monuments in the Neolithic transition of the Central Alentejo. In: Chris Scarre: Monuments and Landscapes in Atlantic Europe. London 2002, S. 17–35.
- João Zilhão: The spread of agro-pastoral economies across Mediterranean Europe: a view from the Far West. In: Journal of Mediterranean Archaeology. Band 6, 1993, S. 5–63, Volltext (PDF; 2,1 MB).

## Belege
1. ↑  Anne Gibbons: New Portuguese skull may be an early relative of Neandertals, in: Science, 13. März 2017.
2. ↑  Jonathan A. Haws et al.: The early Aurignacian dispersal of modern humans into westernmost Eurasia. In: PNAS. Online-Vorabveröffentlichung vom 28. September 2020, doi:10.1073/pnas.2016062117.
 Modern humans reached westernmost Europe 5,000 years earlier than previously known. Auf: eurekalert.org vom 28. September 2020.
3. ↑  Prehistoric Rock Art Sites in the Côa Valley and Siega Verde. Auf: unesco.org